# Epsteins Nacht
Epsteins Nacht ist ein Filmdrama des Regisseurs Urs Egger aus dem Jahr 2002. Die Lebensgeschichte dreier Berliner Juden wurde unter anderem mit Mario Adorf, Bruno Ganz und Günter Lamprecht besetzt.

## Handlung
Jochen Epstein wird aus dem Gefängnis entlassen, in dem er 15 Jahre wegen Mordes eingesessen hatte. Er ist entschlossen, aus Deutschland auszuwandern und die Vergangenheit für immer hinter sich zu lassen. Doch vertraute Orte, verdrängte Erinnerungen und eine nie vergessene Freundin sprengen den Panzer, den der Alte um sich aufgebaut hat. In drei Ebenen enthüllen Rückblenden die miteinander verwobenen Lebensgeschichten dreier Berliner Juden, einer Jugendliebe und eines SS-Mannes, der es bei der Befreiung Birkenaus geschafft hat, in die Identität eines Opfers zu schlüpfen.
Der Schlüssel zu der Geschichte ist Epsteins letzter Tag in Freiheit. Zum ersten Mal feiern die drei Juden Jochen Epstein, Karl Rose und Adam Rose ein christliches Weihnachtsfest. Adam, der die Folter im KZ nie völlig überwinden konnte, hatte die Idee dazu und die anderen ziehen ihm zuliebe mit, wie offensichtlich so üblich. Als Adam Rose und Epstein die Tochter ihrer Haushaltshilfe Paula in einen Weihnachtsgottesdienst begleiten, passiert das Unmögliche: die beiden KZ-Überlebenden erkennen in dem Gemeindepriester ihren ehemaligen SS-Peiniger, den Hauptsturmführer Giesser. Am nächsten Morgen stellen die drei Freunde gemeinsam den vermeintlichen Geistlichen. Die Fronten scheinen klar, alle Fragen tausend Mal gestellt und ebenso oft beantwortet.
Doch das Treffen kippt mehrfach in überraschender Weise. Giesser hält sich keineswegs für schuldig, wendet das Blatt und stellt seinerseits die drei Juden an den Pranger. Er weiß, wie Epstein seine Freunde im Lager beschützte. Er weiß, welchen Preis der alte Schrotthändler für das Leben der beiden Roses zu zahlen bereit war. Zum ersten Mal erfahren die Roses, was Epstein für sie getan hat, welche Opfer er für das Leben der beiden Brüder brachte. Die Situation eskaliert, als das Schicksal der damals kleinen Hannah, Adam Roses Jugendliebe, enthüllt wird. Schuld und Vergebung, Freundschaft und Verrat, Liebe und Hass bestimmen die Auseinandersetzung zwischen den vier Männern in der Kirche. Sie endet, in dem der aufgewühlte Epstein an Giesser Selbstjustiz verübt.
Doch der Tod des Peinigers bringt keine Erleichterung. Der Verbleib von Hannah bleibt unaufgeklärt und die letzte Hoffnung, sie jemals wiederzufinden, wurde zerstört. Als Epstein 15 Jahre später aus dem Gefängnis entlassen wird, sind Karl und Adam Rose längst tot. Die eigene, vermeintliche Schuld, seine zerstörte Existenz und das Alleinsein haben ihm allen Glauben an das Leben genommen. Bis plötzlich die „kleine“ Hannah wieder vor ihm steht.

## Kritik
„Alle Figuren verharren auf jenen Gleisen, auf die sie einmal gesetzt wurden: Ihre Irritationen kommen seltsam veräußerlicht daher, obwohl die Form des Kammerspiels für eine Erkundung seelischer (Un-)Tiefen gut geeignet gewesen wäre. So bleibt leider nur die Behauptung einer großen, berührenden Geschichte. Und die Tatsache, dass sich wieder ein deutscher Film am schweren Thema Holocaust verhoben hat.“

Die Deutsche Film- und Medienbewertung FBW in Wiesbaden verlieh dem Film das Prädikat besonders wertvoll.